# Djuphavsgruvdrift

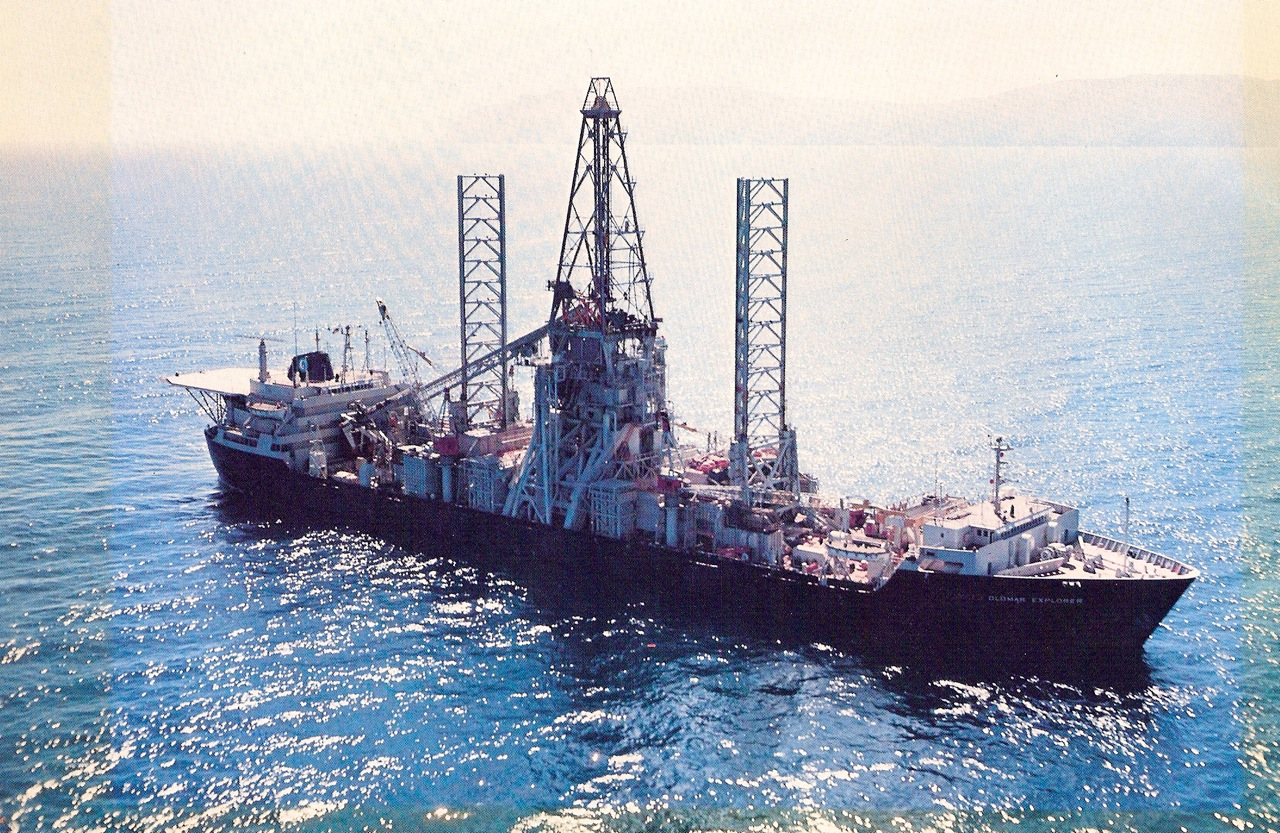
USNS Glomar Explorer var ursprungligen byggd för att bärga en förlist sovjetisk ubåt, men byggdes sedan om för djuphavsgruvdrift.

Djuphavsgruvdrift är en relativt ny framskaffningsprocess som sker på havsbottnen. Havsgruvdrift brukar huvudsakligen ske runt områden med stora fyndigheter av mangannoduler eller vid aktiva eller slocknade hydrotermiska öppningar ungefär 1 400–3 700 meter under havsytan. Öppningarna skapar massiva sulfidfyndigheter på havsbottnen som innehåller ädelmetaller som silver, guld, koppar, mangan, kobolt och zink. Dessa fyndigheter bryts antingen genom hydrauliska pumpar eller genom att ta malmen upptill ytan för att bearbetas där. Liksom vid alla gruvaktiviteter väcker djuphavsdrift frågan om miljöförstöring på det kringliggande området.